# Большой Палашёвский переулок
Большо́й Палашёвский переу́лок (в 1929—1993 — Ю́жинский переулок) — улица в центре Москвы у Патриарших прудов в Пресненском и Тверском районах между Большим Козихинским и Сытинским переулками. Рядом с Большим Палашёвским находится Малый Палашёвский переулок.

## Описание
Большой Палашёвский переулок начинается от Большого Козихинского как продолжение Спиридоньевского переулка. Проходит на северо-восток, справа к нему примыкает Богословский переулок, затем слева — Трёхпрудный, заканчивается на Сытинском.

## История. Происхождение названия
Название переулка возникло в XVIII веке от местного приходского храма Рождества Христова в Палашах. Церковь известна с 1573 года и первоначально именовалась «что в Старых Палачах». В этом древнем топониме, вероятнее всего, сохранялась память о существовавшем здесь ранее «всполье» или «поле», на котором проводились судебные поединки и публичные наказания преступников. В XVI веке храм являлся одной из приходских церквей Бронной слободы, заселённой мастерами-оружейниками. После окончания Смутного времени, повлёкшего за собой временное запустение Бронной слободы, в приходе Рождественского храма были поселены тяглецы Новоникитской чёрной сотни. Часть дворовых мест была роздана беломестцам разных чинов, имевших сословные привилегии по уплате налогов и исполнению повинностей.
Со временем старинное название местности — «Старые Палачи» — утратило своё смысловое значение и было трансформировано москвичами в название «Палаши», по особому виду прямых сабель — палашам, получившим распространение в России с конца XVII века. Их изготовлением занимались в том числе и местные мастера-сабельники. Сохранилась легенда об одном из таких мастеров, жившем при церкви Рождества Христова в Старых Палачах, который изготавливал уникальные «чёрные» клинки.
В 1929 году переулок получил новое название — Южинский — по псевдониму проживавшего здесь актёра Александра Ивановича Сумбатова-Южина (1857—1927). Старинный Рождественский храм снесли в 1936 году, а на его месте возвели школьное здание по проекту А. К. Бурова. В Южинском переулке стоял деревянный барак на шесть квартир, одна из которых принадлежала писателю Юрию Мамлееву; в ней проходили собрания московских интеллектуалов с оккультными интересами (так называемый южинский кружок). В 1993 году переулку было возвращено его историческое название

## Примечательные здания и сооружения
По нечётной стороне:
- № 1/14, строение 1 — доходный дом (1914, архитектор Л. А. Херсонский). Здесь в 1920—1956 годах жил трубач Михаил Табаков[6]. В доме размещается отделение Сбербанка.
- № 3 — в этом доме жили актрисы Ф. Г. Раневская (с 1973 по 1984, мемориальная доска)[7], А. П. Зуева (с 1973 по 1986)[8], Е. А. Фадеева[9], военачальник В. Л. Говоров[10].
- № 5/1 — в этом доме жил А. И. Южин (мемориальная доска, 1959), в честь которого переулок носил название Южинский[11]. С конца 1990-х по 2001 год здание принадлежало холдингу Владимира Гусинского «Медиа-Мост»[12][13][14], после захвата НТВ там располагались его же компании RTVi[15][16] и «Новый русский сериал»[17].
- № 7 — собственный жилой дом архитектора С. М. Гончарова (1885, архитектор С. М. Гончаров)[2];
- № 9, строение 1 — галерея «Новодел»;
- № 14/7 — доходный дом (1910, архитектор А. Н. Кардо-Сысоев);

По чётной стороне:
- № 6/12 — доходный дом (1897, архитектор И. В. Михайловский);
- № 10 — построенный в 2005 году жилой дом в классическом стиле Дом «Большой Палашёвский 10». Ранее на этом месте находился доходный дом, построенный в 1893 году по проекту архитектора Н. Д. Бутусова.
- № 12 — доходный дом (1904, архитектор А. А. Никифоров)